# Callichirus major
Callichirus major är en kräftdjursart som först beskrevs av Thomas Say 1818.  Callichirus major ingår i släktet Callichirus och familjen Callianassidae. Inga underarter finns listade i Catalogue of Life.